# Videogioco educativo

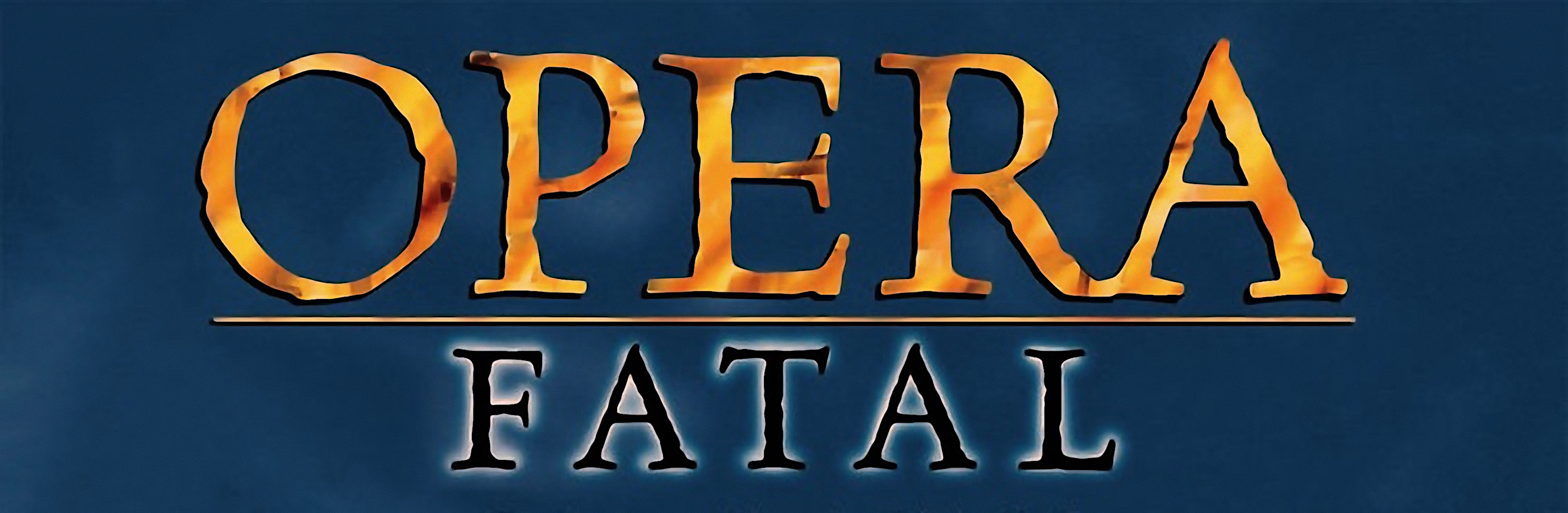
Un'immagine di Opera Fatal, un videogioco educativo

Un videogioco educativo (chiamati anche edugame dall'inglese) è un videogioco che tratta intenzionalmente temi educativi. Non si tratta di un genere in senso stretto, in quanto videogiochi di ogni genere potrebbero avere contenuti educativi. Videogiochi di questo tipo vengono talvolta utilizzati per scopi didattici e per le moderne metodologie dell'insegnamento.

## Esempi
Esempi dell'utilizzo dei videogiochi nell'ambito didattico-educativo:
- Assassin's Creed: Odyssey, gioco ambientato nell'antica Grecia[5]
- CyberCIEGE, gioco progettato per insegnare concetti sulla sicurezza della rete.
- CIA - Cervelli In Azione, gioco progettato per insegnare ai bambini delle elementari le materie di studio quali italiano, geografia, inglese, matematica, informatica e scienze[6]. Edito da De Agostini.
- La serie Democracy, (simulazione politica) infatti in America, alcune scuole lo hanno integrato a corsi di studio  di economia o di scienze politiche.
- Food Force, gioco sviluppato dalla WFP (United Nations World Food Programme) per educare gli utilizzatori sul problema della fame nel mondo e del lavoro della WFP al riguardo.
- Global Confict: Palestine, un gioco che divulga il conflitto in Palestina.
- Mavis Beacon Teaches Typing e The Typing of the Dead, giochi usati da molte scuole per migliorare l’abilità di battitura sulla tastiera.
- Opera Fatal, gioco per l'apprendimento della musica e degli strumenti ad essi associati.
- Piccolo regista, avventura grafica per sviluppare la soluzione dei problemi.
- President Forever 2008, gioco strategico politico che simula le elezioni presidenziali statunitensi.
- This War of Mine, che racconta la guerra e l'impatto sulle persone comuni, in particolar modo l'impotenza di chi vive le conseguenze dei conflitti.[7]

Altri giochi con contenuto potenzialmente didattico:
- Age of Empires IV, che ingloba dei documentari storici[8]
- Gerda: A Flame in Winter un gioco con numerosi bivi narrativi che permettono di entrare proprio nel cuore del conflitto fra resistenza danese e nazisti durante la Seconda Guerra Mondiale.[9]

## Indagini
Un'indagine del 2006, riguardante l’utilizzo dei videogiochi in ambito didattico è stata fatta dalla Electronic Arts nel Regno Unito: Il campione analizzato era formato da 100 insegnanti e più di 2300 studenti di scuola primaria e secondaria e secondo questa indagine Il 59% degli insegnanti ha confermato che utilizzerebbero volentieri alcuni videogiochi commerciali per completare la strategia didattica, Il 62% degli studenti hanno condiviso questa opinione; però è anche vero che il 70% del corpo insegnante ha espresso preoccupazioni sulla possibilità che il gioco possa stimolare comportamenti anti-sociali. Il 30% dei ragazzi, invece, è convinto che l'intrattenimento videoludico possa alimentare l'indole violenta e aggressiva.